# Ilario Lanivi
Ilario Lanivi (Aosta, 16 aprile 1939) è un politico italiano.
È stato eletto consigliere regionale per cinque legislature dal 5 luglio 1973 al 29 giugno 1998 e ha ricoperto la carica di presidente della Valle d'Aosta dal 10 giugno 1992 al 29 giugno 1993.